# Euphranta crux
Euphranta crux
 es una especie de insecto del género Euphranta de la familia Tephritidae del orden Diptera. 
Fabricius la describió científicamente por primera vez en el año 1794.